# 퉁페이
퉁페이(중국어: 童菲, 병음: Tóng Feī, 한자음: 동비, 1990년 3월 8일 ~ ) 또는 키미 퉁(Kimmy Tong)은 배우이다.
산둥성 웨이팡시에서 태어났다.

## 방송
- 풍운천지

## 영화
- 위애방수 (2016년)
- 여장부 (2015년)
- 프린세스 & 세븐 쿵후 마스터즈 (2013년)
- 고혹자: 강호신질서 (2012년)
- 대상해 (2012년)